# 张培震
张培震（1955年12月23日—），男，河南淮滨人，中国地震动力专家。

## 生平
1979年毕业于长春地质学院。1982年获得中国科学技术大学硕士学位。1987年获得麻省理工学院博士学位。1988年在内华达大学从事博士后研究。1991年回国任中国地震局地质研究所副研究员、研究员。后来任中国地震局地质研究所所长、地震动力学国家重点实验室主任，2013年当选中国科学院地学部院士。